# Passage Raguinot
Passage Raguinot är en passage i Quartier des Quinze-Vingts i Paris tolfte arrondissement. Gatan är uppkallad efter en tidigare markägare, på vars egendom passagen anlades. Passage Raguinot börjar vid Rue Paul-Henri-Grauwin 1 och slutar vid Avenue Daumesnil 56.

## Bilder
| - Gatuskylt. - Chapelle de l'Agneau-de-Dieu. |

## Omgivningar
- Chapelle de l'Agneau-de-Dieu
- Square Philippe-Farine
- Jardin Hector-Malot
- Place Henri-Frenay
- Jardin Hector-Malot
- Passage Gatbois
- Rue Maurice-Denis

## Kommunikationer
- Tunnelbana – linjerna   – Gare de Lyon
- Busshållplats Paris Gare de Lyon – Paris bussnät

### Webbkällor
- ”Passage Raguinot”. Mairie de Paris. https://web.archive.org/web/20190905050641/http://www.v2asp.paris.fr/commun/v2asp/v2/nomenclature_voies/Voieactu/8017.nom.htm. Läst 28 januari 2023.
- ”Passage Raguinot (12ème arrondissement)”. Les rues de Paris. https://web.archive.org/web/20190727124828/http://www.parisrues.com/rues12/paris-12-passage-raguinot.html. Läst 28 januari 2023.